# Prasanta Kumar Mukherjee
Prasanta Kumar Mukherjee ( n. 1943 ) es un botánico indio. Desarrolla actividades académicas en el Departamento de Botánica, de la Universidad de Calcuta, donde también estudió.

## Alguns publicaciones
- m.d. Padhye, v.r. Dnyansagar, prasanta kumar Mukherjee, a.s. Khalatkar. 1995. Botany towards 2000 A.D.: professor V.R. Dnyansagar commemoration volume. Editor Dattsons, 280 pp. ISBN 8171920160

- prasanta kumar Mukherjee, lincoln Constance. 1993. Umbelliferae (Apiaceae) of India. Editor Am. Institute of Indian Studies, 279 pp. ISBN 1881570266

- La abreviatura «P.K.Mukh.» se emplea para indicar a Prasanta Kumar Mukherjee como autoridad en la descripción y clasificación científica de los vegetales.[1]